# Jónas Þór Næs
Jónas Þór Næs (født 27. december 1986) er en færøsk professionel fodboldspiller, hvor hans primære position på banen er i den højre forsvarside og sekundært på midtbanen. Hans nuværende klub er ÍBV i Island. Han har tidligere spillet for bl.a. 1. divisionsklubben Boldklubben Fremad Amager og B36 Tórshavn.
Jónas Tór Næs kom til Boldklubben Frem den 1. januar 2003, men debuterede først for klubbens førstehold den 7. maj 2005 på udebane mod Dalum IF. Han sidste kamp var fra den 12. november 2006 hjemme mod Ølstykke FC. Efter at have spillet i klubben i 3 år, blev hans kontrakt ikke forlænget da den udløb den 31. december 2006. Han forsøgte sig efterfølgende i Akademisk Boldklub, men i starten af april skiftede han til divisionskollegaerne fra Fremad Amager som amatør. Han har spillet på diverse ungdomskampe for det færøske landshold, og fik sin debut for A-landsholdet i 2008..

## Spillerkarriere
- 200x-200x: B36 Tórshavn (Færøerne)
- 200x-2002: Havnar Bóltfelag (Færøerne)
- 2003-2006: Boldklubben Frem, 33 kampe og 0 mål, 1. division
- 2007-2008: Boldklubben Fremad Amager, 10 kampe og 0 mål, 1. division[2]
- 2008-2009: Køge Boldklub, 11 kampe og 0 mål, 1. division
- 2009-2010: Boldklubben Frem, 10 kampe og 0 mål, |1. division
- 2010: B36 Tórshavn (Færøerne) 13 kampe og 0 mål
- 2010-: Valur (Island) 16 kampe og 1 mål